# Вулиця Ільмова
Вулиця Ільмова — вулиця у Шевченківському районі міста Львів, місцевість Збоїща. Пролягає від вулиці Гетьмана Мазепи, з якою сполучається сходами, до вулиці Колоскової.

## Історія та забудова
Вулиця виникла у складі селища Збоїща, не пізніше 1952 року отримала назву Спадиста I. Сучасна назва — з 1958 року.
Забудована переважно одноповерховими садибами. Наприкінці вулиці, під № 11, у 2015 році зведений сучасний дев'ятиповерховий житловий комплекс «Рафаель».